# Топоклима
Топоклима (грч. topos — место и грч. klima — нагиб) је клима неког места или целине чија површина улази у оквире од не више од једног километра квадратног. Може се односити на климу паркова, тврђава, речних обала, мањих речних острва и сл. Просторно, топоклима је обухватнија од микроклиме, а мања од мезоклиме.